# Castillo de Squire
El castillo Squire es un pequeño fortín localizado en la reserva de North Chagrin Metroparks, Cleveland, en las colinas de Willoughby, Ohio (visible desde el camino del río), Estados Unidos.

## Historia
Fue construido en la década de 1890 por Feargus B. Squire. Squire, fundador de la Standard Oil Company, compró 525 acres pero nunca completó el proyecto. Squire vendió la propiedad en 1922 y el Metroparks de Cleveland lo adquirió en 1925.
Los muros exteriores son de piedra azul extraída localmente, un tipo de arenisca azulada que se encuentra en toda el área metropolitana de Cleveland. La estructura originalmente tenía una planta baja, dos pisos superiores y un sótano. Sus ventanas eran de vidrio emplomado.